# Mai Yamane
Mai Yamane (山根 麻以, Yamane Mai) (Izumo, 9 oktober 1958) is een Japanse zangeres.

## Discografie

### Studioalbums (selectie)
- Tasogare (1980)
- Sorry (1981)
- Will (1982)
- The Day Before Yesterday (1984)
- 月光浴 (Getsukōyoku) (1984)
- Flying Elephants (1985)
- Embassy (1986)
- Best (1987)
- Woman Tone (1988)
- 1958 (1989)
- Kin no Himo (2001)
- Kimi-wo-aishiteru Kagayaki-no-oto (2007)

### Animefilms
Naast haar eigen muziekalbums verzorgde ze ook de zang in enkele bekende animefilms.
- Cowboy Bebop (1997)
- Black Jack (1993)
- Macross Plus (1994)
- The Vision of Escaflowne (1994)
- Darker Than BLACK (2007)
- Cowboy Bebop (2021, televisieserie)